# Imekanu
Imekanu (イメカヌ) (10 novembre 1875 - 6 avril 1961), est une missionnaire chrétienne, poétesse d'épopée et écrivaine aïnoue, connue aussi sous son nom japonais Kannari Matsu (金成マツ). Fille de la poétesse Monashinouku, elle préserve et met à l'écrit de nombreuses sagas de la tradition aïnoue, ou yukar. 

## Biographie
Imekanu appartient a une famille aïnoue de Horobetsu dans la sous-préfecture d'Iburi, sur l'île de Hokkaidō. Elle apprend son répertoire de poésie aïnoue auprès de sa mère, Monashinouku, une importante poétesse de contes aïnous qui parlait à peine le japonais. 
Convertie au christianisme, Imekanu travaille pendant plusieurs années pour l'Église anglicane du Japon en tant que missionnaire sous la direction de John Batchelor, lui-même connu pour ses publications sur la langue et la culture aïnou. 
Dans les années 1900, Imekanu et sa mère habitent dans l'enceinte de l'église épiscopale de Chikabumi, dans la banlieue d'Asahikawa à Hokkaido. En 1918, John Batchelor la présente au linguiste Kyōsuke Kindaichi, qui la soutiendra dans ses efforts de transcription. 
Après sa retraite en 1926 et jusqu'à sa mort en 1961, Imekanu dédie son temps à transcrire les récits traditionnels de son peuple. Ces textes, écrits dans le dialecte aïnou Horobetsu, remplieront 20 000 pages réparties en 134 volumes. 72 d'entre eux seront destinés à Kindaichi et 52 à son neveu, Mashiho Chiri (en), un linguiste aïnou. 
En 1931, Kindaichi publie la version d'Imekanu de l'épopée Kutune Shirka (en). Sept autres volumes de ces récits sont apparus entre 1959 et 1966. En 1979, des yukar compilés par Imekanu sont traduits en anglais par Donald L. Philippi et publiés sous le titre : Songs of Gods, Songs of Humans (chansons des dieux, chansons des humains).
Imekanu est la tante et mère adoptive de la femme de lettres aïnou Yukie Chiri (知里 幸恵, Chiri Yukie), elle aussi parrainée par Kyōsuke Kindaichi.

### Pages liées
- Yukie Chiri
- Yukar
- Kyōsuke Kindaichi
- John Batchelor